# República Dominicana nos Jogos Olímpicos de Verão de 1992
A República Dominicana participou dos Jogos Olímpicos de Verão de 1992 em Barcelona, na Espanha. Nesta participação, o país não conquistou nenhuma medalha.